# Переполох у Гімалаях
Переполох у Гімалаях — німецький мультфільм 2007 року. 

## Сюжет
Йєті за наказом диявола викрадає дружину австрійського імператора Франца Ліссі. Той вирушає на пошуки разом зі своєю матір’ю Сибіллою та фельдмаршалом. Однак, першими її знаходять селяни, що бажають отримати винагороду. Ліссі та Йєті, що встигли подружитись, тікають від них до баварського правителя. Франц отримує листа від Ліссі у перекрученому вигляді, й вирішує, що вона зраджує його. Він знаходить її, як і селяни. Потім на арені з’являється диявол, його обдурюють, Франц та Ліссі живуть щасливо, Йєті знайшов собі друга.

## Історично-культурний підтекст
За основу за основу комедії було взято казку XIX століття про австрійського імператора Франца Йосифа I та його дружину Єлизавету Баварську («Сіссі»). Цей сюжет досить популярний у німецькому кінематографі (наприклад, «Сіссі» з Ромі Шнайдер у головній ролі). Разом з тим відчуваються ремінісценції із «Шрека», «Льодовикового періоду», «Піратів Карибського моря», «Титаніку», «Мулен Руж!», «Рапунцель»